# ハブタ・ギヨルギス
フィタウラリ・ハブタ・ギヨルギス・ディナグデ（1851年 - 1926年12月12日） は、エチオピアの軍人、政治家。メネリク2世が重病に罹った後の1909年に成立した内閣で陸軍大臣を1926年の死去まで務めた。ギヨルギスの死後、その地位は当時摂政であったラス・タファリ・マコンネン(後のハイレ・セラシエ1世)に受け継がれた。古武士の典型であると評された。

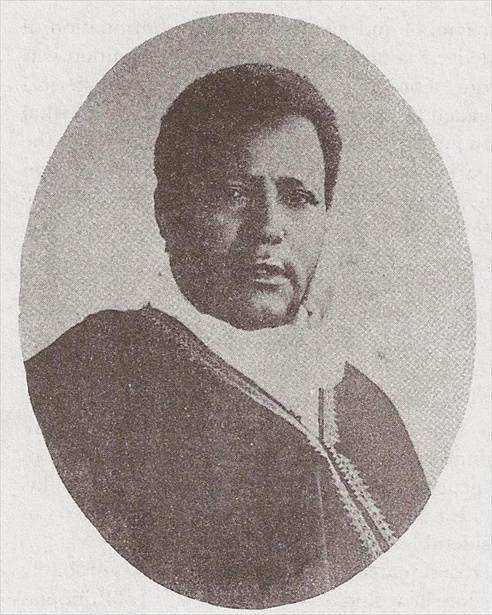
ハブタ・ギヨルギス